# میخالکوو
میخالکوو (به لاتین: Michalków) یک روستا در لهستان است که در گمینا ترسپول واقع شده‌است.